# The Seeds of Death
The Seeds of Death (Las semillas de la muerte) es el quinto serial de la sexta temporada de la serie británica de ciencia ficción Doctor Who, emitido originalmente en seis episodios semanales del 25 de enero al 1 de marzo de 1969. Destaca por la segunda aparición de los Guerreros de Hielo.

## Argumento
A finales del siglo XXI, una tecnología de teletransporte llamada "T-Mat" ha reemplazado a todas las formas de transporte tradicionales, permitiendo a personas y objetos viajar instantáneamente a cualquier lugar de la Tierra. La exploración humana del espacio ha cesado por la comodidad de la vida en la Tierra. El Segundo Doctor, Jamie McCrimmon y Zoe Heriot llegan a un museo en la Tierra a cargo del profesor Daniel Eldred, dedicado a la tecnología obsoleta de los cohetes. Sin embargo, algo no va bien en la estación T-Mat vital en la luna, y el sistema se rompe. Sin comunicaciones ni medio de llegar a la Luna sin T-Mat, los responsables del sistema, el comandante Radnor y su ayudante Gia Kelly, se dirigen al profesor Eldred para que les ayude. Él ha estado construyendo en privado un cohete esperando relanzar el interés en el viaje espacial. En la ausencia de un programa espacial que les proporcione astronautas entrenados, el Doctor y sus acompañantes se presentan voluntarios para pilotar el cohete.
En la Luna, la estación de retransmisión ha sido abordada. El controlador Osgood ha sido asesinado mientras saboteaba el sistema de transmisión para intentar evitar que se hicieran con él, y su lugarteniente Fewsham ha sido presionado para que ayude a los invasores. Entre los otros técnicos, Phipps está asustado de los invasores, pero también desafiante, mientras Locke intenta activamente contactar con la Tierra y explicar la situación, por lo cual le matan. Se revela que los invasores son Guerreros de Hielo, una raza marciana militar, que han tomado la base lunar como punto de inicio de una invasión a la Tierra. Fewsham repara el enlace de T-Mat en modo recepción, y la Srta. Kelly se teletransporta allí. La obligan a trabajar para reparar al completo el sistema T-Mat.
Cuando el Doctor y sus acompañantes llegan a la luna por cohete - tras un viaje agitado - descubren la situación y establecen contacto con Phipps, que ha escapado de los invasores y está escondido en la base lunar. El Doctor accidentalmente se descubre a los Guerreros de Hielo y su líder, el Señor de Hielo, comandante Slaar. Parece claro que los Guerreros de Hielo tienen un plan mortífero: tienen semillas que envían a varias partes de la Tierra usando el T-Mat, que contiene un hongo que se multiplicará y absorberá todo el oxígeno de la atmósfera que le rodea, haciéndola más confortable para los marcianos, pero inhabitable para los humanos. Una vez que el transmisor T-Mat está reparado, envía una semilla al control de la Tierra que explota, matando a un técnico llamado Brent y alertando a Radnor y Eldred del peligro. La semilla pronto crea una espuma que multiplica sus efectos y pone en peligro a más y más gente. Otros terminales de T-Mat por el mundo reciben más semillas con efectos similares. Radnor se toma un tiempo para descubrir que las semillas parecen haber sido depositadas siguiendo un patrón, todas en la zona norte, donde el país está en invierno. Los Guerreros de Hielo también usan el T-Mat para enviar una pequeña avanzadilla para hacerse con los controles meteorológicos de la Tierra en Londres y asegurar buenas condiciones para el crecimiento del hongo.
En la Luna, la Srta. Kelly y Phipps trabajan con Zoe y Jamie para crear distracciones y atacar a los Guerreros de Hielo. Durante su ataque principal para liberar al Doctor, Phipps muere. Los Guerreros de Hielo se han retirado a su nave espacial para planear la siguiente fase de su invasión, dando una oportunidad a casi todos los cautivos para abandonar la base lunar. Fewsham, sin embargo, se queda atrás, temiendo una investigación por sus acciones si regresa a la Tierra. La primera acción del Doctor en el control de T-Mat en la Tierra es averiguar cómo evitar que las vainas exploten, y descubre que se les puede derrotar usando agua. Esto explica hacia dónde se han dirigido los Guerreros de la Tierra, y el Doctor les sigue la pista hasta el sistema de control meteorológico, donde los alienígenas se han establecido para evitar que caiga ninguna lluvia que pudiera ser mortal para las vainas. El Doctor y sus aliados recapturan la base y llaman a la lluvia, destruyendo el hongo.
Mientras tanto, Fewsham ha lanzado un golpe a los Guerreros de Hielo. Engaña a Slaar para que revele en un enlace abierto a la Tierra que la fuerza de invasión marciana está siguiendo una señal hasta la luna. Por esto, le matan. Pero al menos, el Doctor ahora conoce todo el alcance de los planes de los Guerreros de Hielo. Decide regresar a la base lunar y configurar una nueva señal para la flota marciana desde allí, aunque sabe que hacerlo es muy peligroso. El Doctor usa el T-Mat para volver a la Luna y se enfrenta a Slaar mientras sustituye inteligentemente la señal, y hace que la flota marciana se dirija hacia el Sol en lugar de la Luna. Slaar avanza para matar al Doctor en venganza, pero la llegada de Jamie en un cubículo de T-Mat provoca el caos, y Slaar muere por uno de los disparos sónicos del último de sus guerreros. Jamie mata al marciano superviviente, y así acaba la invasión. El Doctor y Jamie regresan a la Tierra y se despiden antes de marcharse en la TARDIS con Zoe.

### Continuidad
- Esta historia introduce el concepto del sistema de castas en la sociedad marciana, introduciendo dos clases de marcianos, los Guerreros de Hielo, que ya habían aparecido en The Ice Warriors (1967), y los Señores de Hielo. Queda claro al final del primer episodio que todos los guerreros están subordinados al Señor de Hielo Slaar. Aún más, la historia indica que incluso hay una jerarquía entre las clases de Señores de Hielo cuando se presenta al Gran Marshal en el episodio cinco. Esto se muestra en el hecho de que Slaan recibe órdenes del Gran Marshal una vez que los Señores de Hielo tuvieron el T-Mat bajo su control. La apariencia de los marcianos también está conectada a su sistema de castas. Mientras los Guerreros de Hielo tienden a llevar una armadura pesada y reptiliana con grandes yelmos, los Señores de Hielo llevan un uniforme esbelto y menos pesado con un yelmo más decorativo.
- Aunque la tecnología de transporte de materia apareció por primera vez en Doctor Who en The Daleks' Master Plan, entonces se le llamó "diseminación de partículas". En esta historia se le llamó "T-Mat", y las historias posteriores se asentarían en el término "transmat" para describir la tecnología que se convertiría en una constante en la serie.
- Un modelo de mapa astral que se pudo ver en la aventura del Primer Doctor The Web Planet aparece en el museo, aunque no se hace mención a ningún origen.

## Producción
| Episodio   | Fecha de emisión      | Duración | Espectadores en millones | Estado en el archivo  |
| ---------- | --------------------- | -------- | ------------------------ | --------------------- |
| Episodio 1 | 25 de enero de 1969   | 23:11    | 6,6                      | Película de 16mm      |
| Episodio 2 | 1 de febrero de 1969  | 24:26    | 6,8                      | Película de 16mm      |
| Episodio 3 | 8 de febrero de 1969  | 24:10    | 7,5                      | Película de 16mm      |
| Episodio 4 | 15 de febrero de 1969 | 24:57    | 7,1                      | Película de 16mm      |
| Episodio 5 | 22 de febrero de 1969 | 24:56    | 7,6                      | Película de 16 y 35mm |
| Episodio 6 | 1 de marzo de 1969    | 24:31    | 7,7                      | Película de 16mm      |
| [ 1 ]      |                       |          |                          |                       |

- El título provisional de esta historia era The Lords of the Red Planet (Los señores del planeta rojo).
- Aunque Brian Hayles es acreditado como el único autor de la historia, el editor de guiones Terrance Dicks reescribió los episodios del 3 al 6, parcialmente porque consideraba el final original de Hayles sin gancho, y también porque no servía, ya que Jamie McCrimmon iba a ser reemplazado por un nuevo acompañante llamado Nik en esta historia, pero entonces el actor Frazer Hines postpuso su marcha. Dicks si fue acreditado en la carátula del lanzamiento en VHS por su trabajo en la escritura del serial.
- Patrick Troughton no aparece en el episodio 4, ya que estaba de vacaciones cuando se estaba grabando. Un doble le reemplaza en algunas tomas donde el Doctor aparece inconsciente en el suelo.